# Ірина Орлик

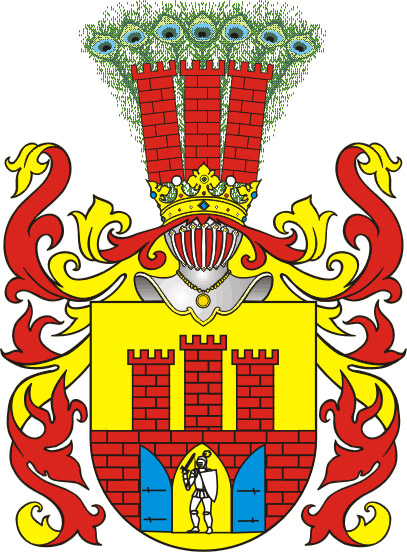
Герб «Гржимала»

Орлик (Малаховська) Ірина — мати гетьмана України Пилипа Орлика.

## Життєпис
Походила з православного литовсько-білоруського шляхетського роду герба «Гримала».
Відомо, що 1673 року її чоловіку, Стефану Орлику, виповнився 51 рік, коли загинув у складі польсько-литовсько-козацької армії під час битви з турками поблизу Хотинської фортеці. Їхньому сину Пилипу на той час не виповнилося й року.
На час народження сина проживала у Великому Князівстві Литовському в м. Косута, Ошмянського повіту (тепер Вілейський район, Мінська область, Білорусь).
Згодом переїхали до Вільно, де Пилип навчався у єзуїтському колегіумі, потім до України, де 1694 року закінчив Києво-Могилянську академію.
Подальша доля невідома.